# Парис Пишмиш
Мари Парис Пишмиш де Ресияс (на арменски: Պարիս Փիշմիշ, Marie Paris Pişmiş de Recilas), родена на 30 януари 1911 г., починала на 1 август 1999 г.) е турско-мексиканска астрономка, етническа арменка.

## Биография
Родена е като Мари Сукиасян (на арменски: Մարի Սուքիասյան) през 1911 г. в квартал Ортакьой на Истанбул. Завършва гимназия в Американската академия в Юскюдар. През 1937 става първата жена, получила докторска степен от Научния факултет към Истанбулския университет. Неин научен ръководител е Ервин Финли-Фройндлих.
Впоследствие заминава за Харвардския университет, където среща бъдещия си съпруг Феликс Ресияс, мексикански математик. Двамата се установяват в Мексико, където тя става първия професионален астроном. Според Дорит Хофлайт, тя е човекът, благодарение на чието влияние Мексико има своето важно място в обучението и изследванията по астрономия".
В продължение на над 50 години работи в УНАМ, откъдето получава голям брой награди, включително и приза за преподаване на наука.
Пишмиш изследва много теми, сред които кинематика на галактиките, H II мъглявините, структурата на разсеяните звездни купове и планетарните мъглявини. Тя е автор на каталога Pismis от 22 разсеяни звездни купа и 2 кълбовидни звездни купа, видими от южното полукълбо.
През 1998, тя публикува автобиографична книга, озаглавена „Спомени от живота на Париш Пишмиш: Жена астроном". Почива през 1999 година. Съгласно желанието ѝ е кремирана.
Дъщеря ѝ Елза Ресияс Пишмиш е астрофизичка.